# Trichonephila clavipes
Trichonephila clavipes is een spinnensoort uit de familie van de wielwebspinnen (Araneidae) die voorkomt in de warmere streken van Amerika. 
De wetenschappelijke naam van de soort werd in 1767 als Aranea clavipes gepubliceerd door Carl Linnaeus.

## Kenmerken
Door de grootte en de felle kleuren is de soort makkelijk van andere spinnen te onderscheiden. Het vrouwtje wordt veel groter dan het mannetje. Het web van een volwassen vrouwtje bereikt 1 meter in breedte en is verrassend sterk. De gele draden hebben goudglanzende kleur.

## Voorkomen
Hij komt voor in bomen, moerassen en langs de kust van de Verenigde Staten.